# Familia de Eunomia (astronomía)
La familia Eunomia o Eunómida es una gran agrupación de asteroides del tipo S, cuya denominación procede del asteroide Eunomia. Es la familia más prominente del cinturón de asteroides intermedio. Aproximadamente el 5% de todos los asteroides del cinturón principal pertenecen a esta familia.

## Características

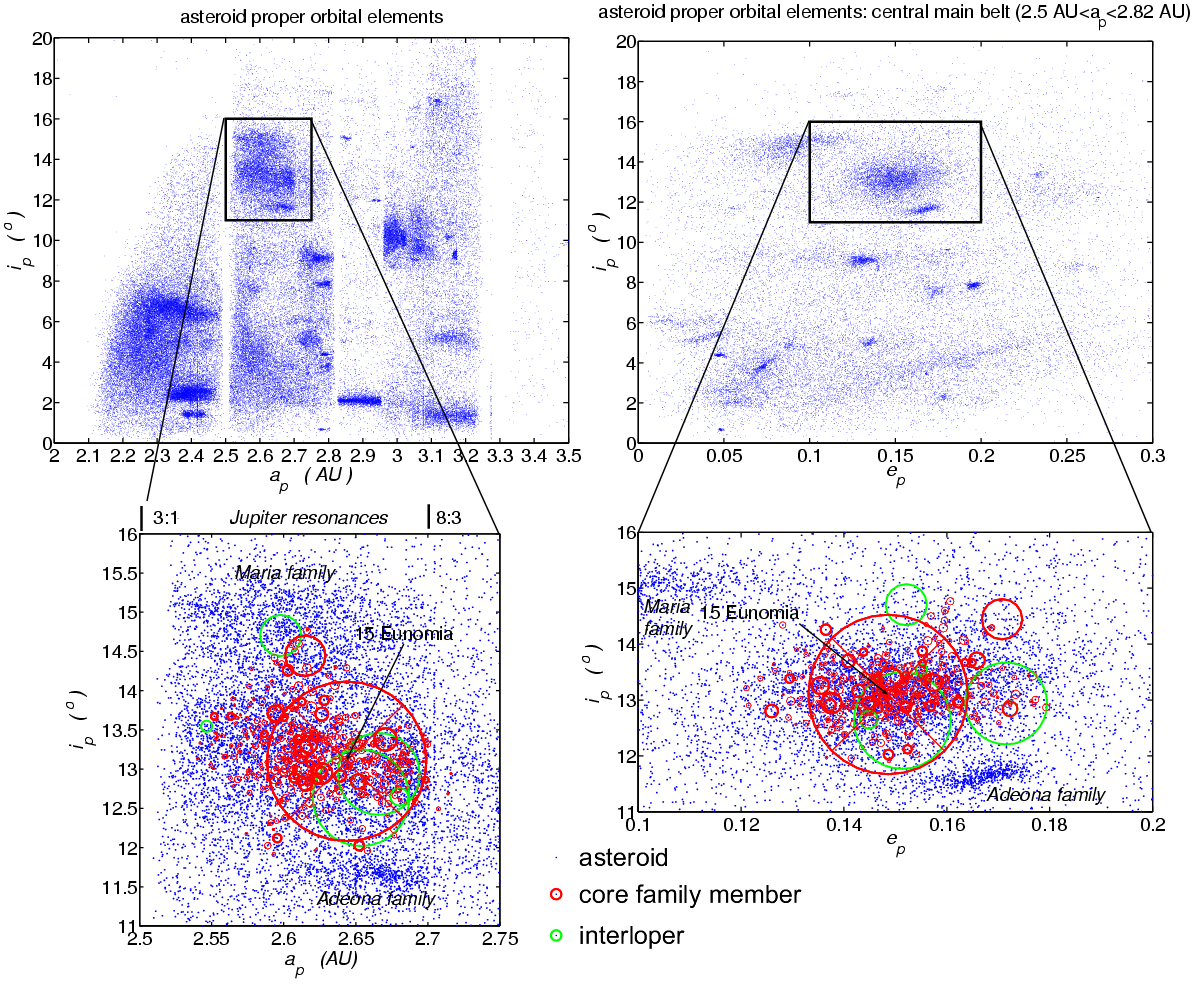
Ubicación y estructura de la familia Eunomia.

El miembro más grande con diferencia de la familia es (15) Eunomia, el mayor de todos los asteroides del tipo S (rocosos; del inglés "stony"), con aproximadamente 300 km en su eje mayor. Tiene 250 km de radio medio, y se sitúa muy próximo al baricentro de la familia. Se estima que Eunomia contiene aproximadamente el 70–75% de la masa del cuerpo original, que debía tener un diámetro medio de unos 280 km, y que fue disgregado por el impacto catastrófico que creó la familia. Es posible que este cuerpo original estuviera al menos en parte diferenciado, porque la superficie de Eunomia y el espectro de los miembros de la familia más pequeños muestran alguna variación. Esto no es óbice para que otros estudios hayan indicado que el cuerpo que fue definitivamente destrozado por el impacto que creó la familia probablemente ya estuviera parcialmente fragmentado por colisiones anteriores más pequeñas. El asteroide con el que impactó era probablemente más pequeño, aunque de tamaño considerable, unos 50 km de diámetro, y colisionó a una velocidad de aproximadamente 22.000 km/h.
Los otros asteroides Eunómidas están distribuidos bastante regularmente en el espacio orbital alrededor de Eunomia. El miembro más grande próximo identificado y analizado es (258) Tyche, con 65 km diámetro. Aun así, su órbita se sitúa muy al margen de lo que puede ser considerada la región familiar, y bien puede ser un intruso. Los miembros claramente familiares más grandes tienen aproximadamente 30 km de diámetro, con varios asteroides en esta rango de tamaño. 
Estudios espectroscópicos han demostrado que los miembros familiares abarcan una notable gama de composiciones, a pesar de que todos quedan dentro de la clase espectral S. Dado que son generalmente rocosos (más que de hielo), la composición de la superficie incluye silicatos y algún compuesto de níquel-hierro, y son bastante brillantes para su tamaño.
La familia contiene relativamente un gran número de objetos pequeños. La mayoría de estos objetos más pequeños se han "erosionado" con el paso del tiempo debido a colisiones secundarias, perturbaciones gravitacionales, y al efecto Yarkovsky. Esto indica que la familia Eunomia se creó en una época relativamente recientemente (en términos astronómicos).
La nave Cassini-Huygens se aproximó a (2685) Masursky, un miembro pequeño de la familia, en el año 2000. Aun así, la distancia de encuentro fue de aproximadamente un millón de kilómetros, demasiado grande para determinar las características de su superficie.

## Ubicación y medidas
La familia Eunomia está localizada entre las órbitas 3:1 y 8:3 en resonancia con Júpiter, con inclinaciones relativamente altas.
Un análisis numérico realizado en el HCM (Hausdorff Center for Mathematics) por Zappalà y otros, determinó la existencia de un grupo grande de miembros familiares principales, cuyos elementos orbitales propios presentan valores aproximados:
| Parámetro | ap      | ep    | ip    |
| --------- | ------- | ----- | ----- |
| Min       | 2.54 AU | 0.121 | 11.6° |
| Max       | 2.72 AU | 0.180 | 14.8° |

En la época presente, la gama de elementos orbitales osculadores de este núcleo de miembros es:
| Parámetro | a       | e     | i     |
| --------- | ------- | ----- | ----- |
| Min       | 2.53 AU | 0.078 | 11.1° |
| Max       | 2.72 AU | 0.218 | 15.8° |

El análisis de Zappalà de 1995 halló 439 miembros formando parte de este núcleo, mientras que una búsqueda sobre una base de datos reciente con 96.944 planetas menores en 2005 localizó 4.649 objetos dentro de la región rectangular definida por la primera tabla anterior. Esto daría aproximadamente el 5% de todos los asteroides del cinturón principal.

## Intrusos
Se han identificado numerosos intrusos, que comparten los mismos elementos orbitales que los miembros familiares, pero que no pueden haber provenido del mismo impacto debido a sus diferencias espectrales (y de ahí, de su composición). Los asteroides siguientes han sido identificados en un muestreo espectral, y también por la inspección de sus datos PDS de taxonomía para miembros no pertenecientes al tipo S: (85) Io, (141) Lumen, (546) Herodias, (657) Gunlöd, (1094) Siberia, y (1275) Cimbria.